# Bilibili Gaming
Bilibili Gaming (BLG) là tổ chức thể thao điện tử chuyên nghiệp có trụ sở tại Trung Quốc. Được thành lập vào tháng 12 năm 2017, khi Bilibili, một trang web chia sẻ video của Trung Quốc, mua lại đội hình Liên Minh Huyền Thoại của I May. Tổ chức đã mở rộng sang trò chơi Overwatch vào tháng 3 năm 2019 với việc thành lập đội học viện Overwatch Contender cho Hangzhou Spark, một đội Overwatch thuộc sở hữu của Bilibili. Cuối năm đó, đội Overwatch của BLG đã giành chiến thắng trong giải đấu LanStory Cup Mùa Hè 2019.

## Liên Minh Huyền Thoại

### Lịch sử
Bilibili gia nhập đấu trường Liên Minh Huyền Thoại chuyên nghiệp vào ngày 17 tháng 12 năm 2017 với việc mua lại suất tham dự giải đấu LPL của I May. Đội sau đó được đổi tên thành Bilibili Gaming.
Cuối năm 2022, đội tuyển quyết định build đội hình hoàn toàn mới với tiêu chí toàn người Hoa và trẻ tuổi. Đợt chuyển nhượng chứng kiến sự gia nhập của các tuyển thủ Xun(Jungle), Yagao(Mid), Elk(AD) và ON (SP) cùng với Bin (Top). Demacia cup là danh hiệu đầu tiên đánh dấu hành trình kỳ diệu của đội hình mới này. Sau khi lọt vào vị trí thứ 2 ở LPL Mùa Xuân 2023, đội đã đủ điều kiện tham dự giải đấu MSI lần đầu tiên trong lịch sử. Liên tiếp đánh bại hai đội tuyển đến từ khu vực LCK là GenG và T1 với tỷ số 3-0 và 3-1, BLG cùng JDG tiến vào trận chung kết tổng MSI và biến giải đấu thành giải LPL mở rộng. Tuy nhiên, kết quả chung cuộc là 3-1 cho JDG.
Không chỉ dừng lại ở đó, lineup trẻ tuổi này vẫn tiếp tục ghi danh vào giải đấu danh giá nhất Liên minh huyền thoại là Chung kết thế giới 2023 với tư cách là seed 2 khu vực LPL. Tiếp tục kịch bản loại seed 1 LCK GenG ở Tứ kết, BLG tiến vào bán kết đối đầu với đội cùng khu vực WBG và kết thúc với tỷ số 3-2 nghiêng về phía WBG. BLG kết thúc hành trình mùa giải 2023 ở hạng 3 CKTG.
Đợt chuyển nhượng mùa giải 2024 đánh dấu sự gia nhập của knight (thay thế cho Yagao), mượn Wei (RNG) để thi đấu luân phiên với Xun (đợt chuyển nhượng mùa hè) trong đội hình chính thức. Nhờ kỹ năng xuất sắc và lối chơi ngày một trưởng thành, BLG lần lượt giành ba danh hiệu quốc nội: Demacia Cup trước JDG, Quán quân LPL mùa xuân trước TES và Quán quân LPL mùa Hè trước WBG. Từ đó trở thành hạt giống số 1 của LPL đến với hai giải đấu quốc tế MSI và CKTG. Tuy nhiên, may mắn vẫn chưa mỉm cười với đội tuyển khi đều chỉ dành Á Quân trước GenG (1-3) ở MSI và T1(2-3) trước CKTG.